# Álvaro del Portillo
Pour les articles homonymes, voir Álvaro.
Álvaro del Portillo, né à Madrid le 11 mars 1914 et mort à Rome le 23 mars 1994, est un évêque catholique, qui fut le premier successeur de saint Josemaría Escrivá de Balaguer à la tête de l'Opus Dei. Il est vénéré comme bienheureux par l'Église catholique, et fêté le 12 mai.

## Biographie

### Jeunesse
Álvaro del Portillo est né le 11 mars 1914 à Madrid, dans une famille aisée et profondément chrétienne. Il est le troisième fils d'une fratrie de 8 enfants.
Après ses études au lycée du Pilar de Madrid, il entre à l'école des ingénieurs des Ponts-et-Chaussées. Ingénieur civil et docteur en philosophie et en droit canon, il s'incorpore en 1935 à l'Opus Dei, fondée le 2 octobre 1928 par Josemaría Escrivá de Balaguer.
La guerre civile suspend pour un temps les activités de l'Œuvre. Alvaro, qui fait le catéchisme dans les quartiers ouvriers de Madrid, est réputé pour son engagement catholique. Il est arrêté par les miliciens républicains en 1936, et emprisonné avec son père. Il subira pendant 2 mois la torture et des pressions psychologiques. Libéré, il se procure de faux papiers et parvient à s'enrôler dans l'armée républicaine, pour parvenir à rejoindre la zone tenue par les nationalistes, où Josémaria Escrivá a trouvé refuge. Il y parvient en 1938. En septembre 1938, il franchit les lignes et rejoint l'armée de Franco. Le 1er janvier 1939, après trois mois dans une académie militaire, il est promu au grade de lieutenant provisoire des ingénieurs et affecté à une unité près de Valladolid. Le 28 mars 1939, il entre à Madrid avec les troupes de Franco, puis est envoyé à la garnison d'Olot (Gérone), où il est en service jusqu'au 3 septembre 1939, date à laquelle il quitte l'armée. Pour ces services, il reçoit trois médailles militaires du régime franquiste : médaille de la Campagne 1936-1939, Croix de l’ordre du mérite militaire, Croix de guerre pour les officiers.

### Bras droit de saint Josémaria

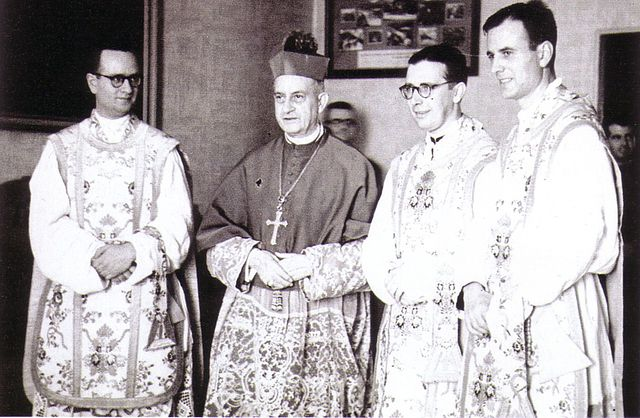
Ordination sacerdotale des 3 premiers prêtres de l'Opus Dei. Alvaro 3ème à droite.

Il reçoit une formation du fondateur même de l'Œuvre et ressent bientôt une vocation sacerdotale. C'est ainsi qu'il est ordonné prêtre le 25 juin 1944, en même temps que José María Hernández Garnica et Joseph Muzquiz. Alvaro commence de nombreux voyages apostoliques dans différentes villes d'Espagne. Premier collaborateur et ami de saint Josemaría Escrivá, il emménage avec lui en 1946 à Rome, afin d'y préparer la reconnaissance officielle de l'Opus Dei. Il se dépense beaucoup pour le déploiement de l'Œuvre, si bien que Josémaria doit l'inciter à modérer le zèle qu'il met dans ses travaux.
Alvaro suit saint Josémaria dans tous ses déplacements apostoliques à travers l'Europe. C'est ainsi qu'il écoute chaque enseignement du fondateur et les met en acte dans sa propre vie. En plus de ses intenses activités au sein de l'Œuvre, il travaille beaucoup à la Curie romaine, dans différentes commissions. Il contribua également à la préparation du Concile Vatican II, auquel il participa activement, en tant qu'expert, notamment sur le rôle des laïcs et sur la prêtrise. De nombreux Pères conciliaires, reconnaissant sa profondeur spirituelle, le prirent comme confesseur pendant la période du Concile.

### Prélat de l'Opus Dei

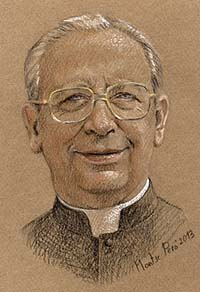
Portrait d'Alvaro del Portillo.

À la mort de saint Josémaria, le 26 juin 1975, il prit provisoirement la tête de l'Opus Dei, comme l'avait voulut le fondateur, en attendant le Congrès général. L'année suivante, celui-ci l'élut nouveau président général de l'Œuvre. Avec humilité, Alvaro déclara : "C'est Josémaria que vous avez choisi". En effet, tout au long de son gouvernorat, qui dura 19 ans, il resta fidèle à l'esprit du fondateur. Non sans difficulté, il obtient, en 1982, l'érection de l'Œuvre comme prélature personnelle. Il dut alors affronter toutes sortes de calomnies sur l'Opus Dei et lui-même, du monde extérieur comme d'une partie du clergé, qu'il supporta avec patience, restant toujours fidèle et obéissant à l'Église, et notamment au pape. Le 6 janvier 1991, Jean-Paul II l'ordonne évêque dans la basilique Saint-Pierre.
En tant que prélat de l'Opus Dei, Alvaro a œuvré en faveur de l'expansion de l'Œuvre à travers les cinq continents. Il fut également un acteur important de la béatification du fondateur auprès duquel il avait vécu pendant 40 ans. À la suite de saint Josémaria, il continua les enseignements et les voyages apostoliques à travers le monde. Homme d'une immense spiritualité, il acquit une réputation de sainteté. Álvaro del Portillo est mort le 23 mars 1994 au retour d'un pèlerinage en Terre sainte. Le jour même, le pape Jean-Paul II est venu prier sur sa dépouille mortelle.
Son corps repose dans la crypte de l'église prélatice Santa Maria della Pace à Rome. Son successeur à la tête de l'Opus Dei est Javier Echevarría Rodríguez.

## Culte et vénération

### Béatification

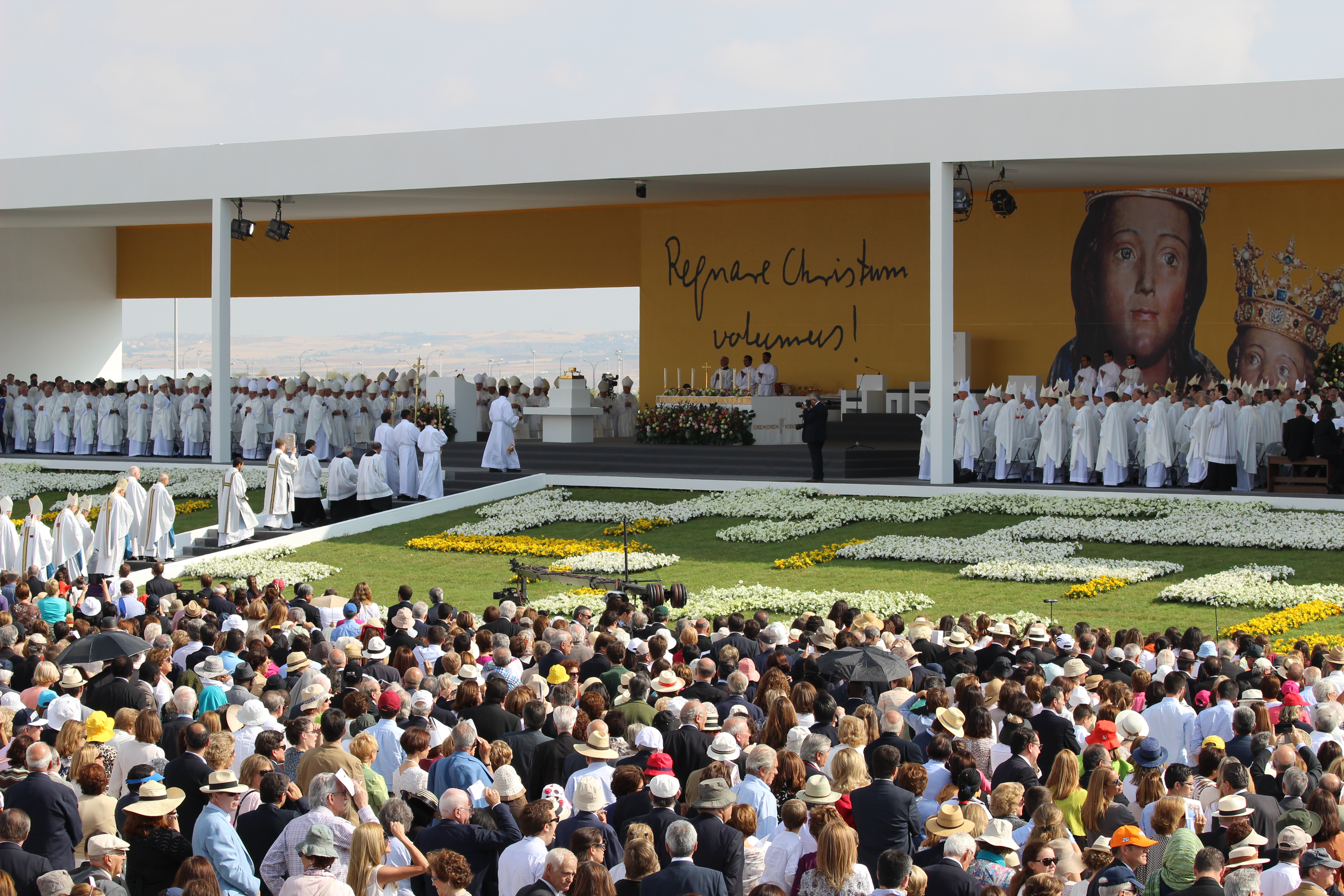
Béatification d'Alvaro del Portillo à Madrid.

La cause pour la béatification et la canonisation d'Alvaro del Portillo débute le 5 mars 2004 à Rome. L'enquête diocésaine récoltant les témoignages sur sa vie se clôture le 26 juin 2008, puis envoyée au Saint-Siège pour y être étudiée par la Congrégation pour les causes des saints. Après le rapport positif des différentes commissions sur la sainteté d'Alvaro del Portillo, le pape Benoît XVI procède, le 28 juin 2012, à la reconnaissance de ses vertus héroïques, lui attribuant ainsi le titre de vénérable.
À partir de 2008 fut également menée une enquête médicale sur une guérison qui aurait été obtenue par l'intercession d'Alvaro del Portillo. Il s'agit d'un jeune chilien de 2 ans, terrassé par un arrêt cardiaque. Alors que les médecins le croient perdu et cessent les interventions, ses proches invoquent Alvaro del Portillo, et au bout d'une demi heure de prière, le petit revient à vie. L'enfant ne présentant aucune séquelle physique ou mentale, les médecins ne purent donner d'explication scientifique. Compte tenu des rapports en faveur d'une guérison dite miraculeuse, le 5 juillet 2013, le pape François signe le décret permettant la béatification d'Alvaro del Portillo. Celui-ci est proclamé bienheureux le 27 septembre 2014, au cours d'une messe célébrée à Madrid par le cardinal Angelo Amato.
Le soir du 29 septembre, son corps est placé à Rome dans la basilique Saint-Eugène, basilique confiée au soin des prêtres de l'Opus Dei depuis 1980. Une exposition temporaire retraçant la vie d'Álvaro est parallèlement organisée. Le 30 sont organisées deux messes d'action de grâce, la première à la basilique Sainte-Marie-Majeure, la seconde à la basilique Saint-Jean-de-Latran. D'après l'Opus dei, 15 000 fidèles se sont recueillis durant ces trois jours.

### Vénération
À la fin des cérémonies autour de sa béatification, son corps est transféré depuis la basilique Saint-Eugène vers son lieu de repos, au sein de l'église Saint-Marie-de-la-Paix.
La fête liturgique du bienheureux Álvaro est célébrée le 12 mai.

## Œuvres
- Fidèles et laïcs dans l’Église, 2012 (original espagnol, 1969)
- Vocation et mission du prêtre, 1991 (original espagnol, 1970)
- Entretien sur le fondateur de l'Opus Dei, 1993 (original italien, 1992)
- Rendere amabile la Verità. Raccolta di scritti di Mons. Alvaro del Portillo, propos sur la pastorale, la théologie, les canons et divers autres sujets, Libreria Editrice Vaticana, 1995